# Albula vulpes

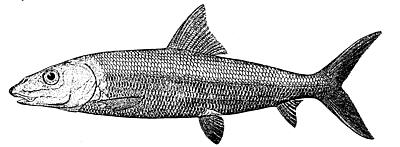

Albula vulpes (Linnaeus, 1758), noto in tutto il mondo con il nome di bonefish, è un pesce osseo marino e d'acqua salmastra della famiglia Albulidae.
.

## Descrizione
È un pesce affusolato con testa grande con muso allungato sulla cui parte inferiore si apre la bocca, piuttosto piccola. La pinna caudale è grande e profondamente forcuta, il peduncolo caudale è abbastanza sottile. Le pinne non presentano raggi spinosi ma solo molli: la pinna dorsale e la pinna anale sono brevi, l'anale è posta molto indietro, a ridosso del peduncolo caudale. Le pinne ventrali sono anch'esse inserite molto posteriormente, sotto la pinna dorsale; le pinne pettorali sono inserite in basso, in prossimità del profilo ventrale.
Il colore è argenteo con linee scure longitudinali simili a quelle del comune cefalo.
La taglia raggiunge il metro per 10 kg di peso.

## Biologia
I giovani formano banchi numerosi, i grandi esemplari sono perlopiù solitari.

### Riproduzione
Le larve sono leptocefali.

### Alimentazione
Si ciba di organismi bentonici come crostacei, molluschi, vermi, ecc.

## Distribuzione e habitat
Questa specie è molto diffusa nelle acque americane, sia sul lato dell'Oceano Pacifico (dalla California al Perù) che su quello atlantico (dagli USA meridionali al Brasile). È molto comune nel mar dei Caraibi e nel golfo del Messico. È presente , anche se in densità minore, in certe zone dell'oceano Indiano.
Popola le acque costiere molto basse e vicine alla costa su fondi sabbiosi o fangosi, soprattutto in zone con debole idrodinamismo come golfi e baie. Essendo eurialino frequenta anche gli estuari.

## Tassonomia

### Sinonimi
- Albula conorynchus Bloch & Schneider, 1801
- Albula lacustris Walbaum, 1792
- Albula parrae Valenciennes, 1847
- Albula plumieri Bloch & Schneider, 1801
- Albula rostrata Gray, 1854
- Amia immaculata Bloch & Schneider, 1801
- Butyrinus bananus Lacepède, 1803
- Clupea brasiliensis Bloch & Schneider, 1801
- Clupea macrocephala Lacepède, 1803
- Engraulis bahiensis Spix, 1829
- Engraulis sericus Spix, 1829
- Esox vulpes Linnaeus, 1758
- Esunculus costai Kaup, 1856
- Glossodus forskalii Spix & Agassiz, 1829

## Pesca
Le carni sono liscose e scadenti per cui non ha alcun interesse economico o alimentare. Ciò nonostante è insidiato massicciamente da pescatori sportivi che lo insidiano principalmente a mosca a causa della strenua difesa che oppone alla cattura.